# Periclimenes maldivensis
Periclimenes maldivensis är en kräftdjursart som beskrevs av Bruce 1969. Periclimenes maldivensis ingår i släktet Periclimenes och familjen Palaemonidae. Inga underarter finns listade i Catalogue of Life.